# Диниобийплатина
Диниобийплатина — бинарное неорганическое соединение, интерметаллид
ниобия и платины
с формулой Nb2Pt,
серые кристаллы.

## Получение
- Спекание стехиометрических количеств чистых веществ:

{\displaystyle {\mathsf {2Nb+Pt\ {\xrightarrow {1800^{o}C}}\ PtNb_{2}}}}

## Физические свойства
Диниобийплатина образует кристаллы
тетрагональной сингонии,
пространственная группа P 42/mnm,
параметры ячейки a = 0,9940 нм, c = 0,5145 нм, Z = 10,
структура типа железохрома CrFe
.
Соединение образуется по перитектической реакции при температуре 1800°С.
Имеет большую область гомогенности 31-38 ат.% платины .
При температуре 3,7÷4,2 К переходит в сверхпроводящее состояние
.